# Fedtshenkomyia chrysotymoides
Fedtshenkomyia chrysotymoides är en tvåvingeart som beskrevs av Stackelberg 1927. Fedtshenkomyia chrysotymoides ingår i släktet Fedtshenkomyia och familjen styltflugor. Inga underarter finns listade i Catalogue of Life.